# 제1차 야마모토 내각
제1차 야마모토 내각(일본어: 第1次山本内閣)은 해군대장 야마모토 곤노효에가 제16대 내각총리대신으로 임명되어, 1913년 2월 20일부터 1914년 4월 16일까지 존재한 일본의 내각이다.

## 재직 기간
- 1913년(다이쇼 2년) 2월 20일 ~ 1914년(다이쇼 3년) 4월 16일
- 재직 일수 : 421일

## 인사

### 국무대신
| 직책         | 대수 | 성명              | 성명 | 주요 경력                     | 재직 기간                          | 비고 |
| ------------ | ---- | ----------------- | ---- | ----------------------------- | ---------------------------------- | ---- |
| 내각총리대신 | 16   | 야마모토 곤노효에 |      | 백작·해군대장                 | 1913년 2월 20일 ~ 1914년 4월 16일  |      |
| 외무대신     | 27   | 마키노 노부아키   |      | 문부대신 농상무대신           | 1913년 2월 20일 ~ 1914년 4월 16일  |      |
| 내무대신     | 29   | 하라 다카시       |      | 체신대신 내무대신             | 1913년 2월 20일 ~ 1914년 4월 16일  |      |
| 대장대신     | 16   | 다카하시 고레키요 |      | 귀족원의원 일본은행총재       | 1913년 2월 20일 ~ 1914년 4월 16일  |      |
| 육군대신     | 21   | 기고시 야스쓰나   |      | 남작·육군중장                 | 1913년 2월 20일 ~ 1913년 6월 24일  |      |
| 육군대신     | 22   | 구스노세 유키히코 |      | 육군중장                      | 1913년 6월 24일 ~ 1914년 4월 16일  |      |
| 해군대신     | 18   | 사이토 마코토     |      | 남작·해군중장                 | 1913년 2월 20일 ~ 1914년 4월 16일  |      |
| 사법대신     | 18   | 마쓰다 마사히사   |      | 대장대신 사법대신             | 1913년 2월 20일 ~ 1913년 11월 11일 |      |
| 사법대신     | 19   | 오쿠다 요시토     |      | 귀족원의원 법제국장관         | 1913년 11월 11일 ~ 1914년 4월 16일 |      |
| 문부대신     | 24   | 오쿠다 요시토     |      | 귀족원의원 법제국장관         | 1913년 2월 20일 ~ 1914년 3월 6일   |      |
| 문부대신     | 25   | 오카 이쿠조       |      | 중의원의장                    | 1914년 3월 6일 ~ 1914년 4월 16일   |      |
| 농상무대신   | 25   | 야마모토 타쓰오   |      | 일본은행총재 일본권업은행총재 | 1913년 2월 20일 ~ 1914년 4월 16일  |      |
| 체신대신     | 21   | 모토다 하지메     |      | 중의원부의장 척식국총재       | 1913년 2월 20일 ~ 1914년 4월 16일  |      |

### 기타
| 직책         | 대수 | 성명              | 성명 | 주요 경력                             | 재직 기간                         | 비고 |
| ------------ | ---- | ----------------- | ---- | ------------------------------------- | --------------------------------- | ---- |
| 내각서기관장 | 18   | 야마노우치 가스시 |      | 아오모리현지사 홋카이도청장관         | 1913년 2월 20일 ~ 1914년 4월 16일 |      |
| 법제국장관   | 15   | 오카노 케이지로   |      | 법제국장관                            | 1913년 2월 20일 ~ 1913년 9월 20일 |      |
| 법제국장관   | 16   | 구라토미 유자부로 |      | 대한제국법부차관 조선총독부사법부장관 | 1913년 9월 20일 ~ 1914년 4월 16일 |      |